# PBI143
A pBI143 mintegy 2700 bázispárból álló plazmid. 1985-ben fedezték fel Bacteroides fragilisban, ezzel ez volt az első ott felfedezett plazmid.

## Előfordulás
A pBI143 számos baktériumban, például a Bacteroides fragilisban vagy a Phocaeicola vulgatusban megtalálható. Ez a plazmid az emberi emésztőrendszer teljes genetikai állományának mintegy 0,1%-át teszi ki, és nagyrészt iparosodott országokban fordul elő. E plazmid mintegy 14-szer gyakoribb, mint a korábban a leggyakoribb genetikai elemnek tekintett crAssfág. Legtöbb mutációja bizonyos helyeken történik a legtöbb emberben a több ezer elemzett metagenom alapján, ez erős tisztító szelekcióra utal.

## Tulajdonságok
A pBI143 a legtöbb emberben monoklonális, feltehetően az elsőként megjelent verzió prioritáshatása miatt. A legegyszerűbb kétgénes változat feltehetően parazita, de további géneket hordozhat. Mennyisége stressz – például gyulladásos bélbetegségek – esetén nő. A Bacteroidales tagjai közt mozog, de nem befolyásolja a baktériumok rátermettségét.
A pBI143 elsőként leírt változata 2747 bázispárból áll, GC-tartalma 41%, és két 50 kodonnál hosszabb nyitott leolvasási keretből áll, ezek a mobA és a repA, melyeket egy 56 bázispáros fordított ismétlés választ el. Fogarty et al. 2024-ben további 3 változatot írtak le 2751, 2784, illetve 2782 bázispárral, ezek közül a referenciával 98%-ban azonos 1. változat volt a leggyakoribb Európában és Észak-Amerikában (az ausztriai, kanadai, dániai, angliai, finnországi, olaszországi, hollandiai, spanyolországi, svédországi és amerikai egyesült államokbeli minták 82,5%-a), ezzel szemben a 2. változat volt a leggyakoribb Ázsiában (a kínai, japán és koreai minták 63,6%-ában volt megtalálható), a 3. ritka volt – a pBI143-pozitív minták mintegy 7,4%-ában fordult elő, jellemzően Japánban, Koreában, Ausztráliában, Svédországban és Izraelben.
Általában vertikálisan adódik át.

### Nyitott leolvasási keretek
A repA GC-tartalma 33%, a mobA-é 44%, a repA a Zymomonas mobilis pZM2 plazmidjával, a mobA más Bacteroides-mobilizációs fehérjékkel homológ. E két feltételezett replikációs fehérje a Gram-pozitív plazmidok pSN2 családjához tartozó görgőkörös replikációs fehérjék családjába tartozik. Ennek megfelelően egyszálú pBI143-DNS-t találtak a plazmidtartalmú Bacteroides fraglilis-tenyészetekben.

## Hordozók
Fogarty et al. 2024-ben kimutatták, hogy a pBI143 de facto gazdája, a B. fragilis a metagenomok mintegy 41%-ában volt a pBI143-mal együtt jelen, és mivel a szekvenálási mélység nem magyarázta ezt, mivel a pBI143 több mint 50-szer volt megtalálható B. fragilis nélküli metagenomokban, gazdatartománya nem korlátozódik rá.
A pBI143 elsősorban a humán emésztőrendszerben van jelen 88 eltérő környezetben, például óceánban, szennyvízben, kórházi felületeken és állati emésztőrendszerekben több mint 100 000 metagenomon végzett vizsgálat alapján, de előfordulhat más élőlényekben, például házi macskákban vagy laboratóriumban élő patkányokban is, de metagenomjaikban aránya 0,003, illetve 0,001% volt. Ezenkívül más humán testtájakban való vizsgálatok alapján a pBI143 az emberi testben az emésztőrendszeren kívül kis mennyiségben volt megtalálható.

## Hasonló DNS-részletek
A pBI143-szekvencia elérhetősége lehetővé tette egy 8,9 kb hosszú Bacteroides-vektor, a pFD288 teljes szekvenciájának elemzését.
A Tn4555 antibiotikumrezisztencia-transzpozon törzsek közt vihető át konjugációval, de ehhez kromoszomális tetraciklinrezisztencia-elemek kellenek. Smith et al. 1996-ban a transzfermechanizmus genetikai szintű leírásáról számoltak be delécióelemzéssel és klónszekvenálással. Ezeket összehasonlították a pBI143 mobilizációs régióival, és kiderült, hogy a szülő genetikai elem eltérő szegmensén találhatók, melyeket másodlagos szerkezeti régiókkal határoztak meg, vagyis meghatározott mobilizációs kazetták létezhetnek.
A pFL1 plazmid 2311 nukleotid hosszú, GC-tartalma 32,7%, és noha a hasonló hosszúságú plazmidokkal nem mutat hasonlóságot, két nyitott leolvasási kerete közül az I., az ORFI hasonló fehérjét kódol a Gram-negatív baktériumok plazmidjaihoz, a pBI143-hoz és a Zymomonas mobilis pZM2-jéhez.